# Тони Кертис
Тони Кертис (енгл. Tony Curtis; Њујорк, 3. јун 1925 — Хендерсон, 30. септембар 2010), рођен као Бернард Шварц, био је амерички филмски и телевизијски глумац. Играо је широк спектар улога, од лаких комедија, попут музичара који беже од гангстера у филму Неки то воле вруће, до озбиљних драмских улога, попут одбеглог осуђеника у Бекству у ланцима, за коју је добио номинацију за Оскара у категорији најбољег глумца. Од 1949. глумио је у више од 100 филмова и често се појављивао на телевизији. Његова кћерка је глумица Џејми Ли Кертис.